# Comuna Satovcea, Blagoevgrad
Obștina Satovcea (comuna Satovcea) este o unitate administrativă în regiunea Blagoevgrad din Bulgaria. Cuprinde un număr de 14 localități.  Reședința sa este satul Satovcea.

## Localități componente
Bogolin, 
Vaklinovo, 
Vălkosel, 
Godeșevo, 
Dolen, 
Jijevo, 
Kocean, 
Kribul, 
Osina, 
Pletena, 
Satovcea, 
Slașten, 
Tuhovișta, 
Fărgovo

## Demografie
Componența etnică a obștinei Satovcea
     Romi (1,62%)
     Nicio identificare (44,25%)
     Turci (5,06%)
     Bulgari (46,62%)
     Altele (2,43%)
La recensământul din 2011, populația comunei Satovcea era de 15.444 locuitori. Nu există o etnie majoritară, locuitorii fiind romi (1,62%), turci (5,06%) și bulgari (46,62%).. Pentru 44,25% din locuitori nu este cunoscută apartenența etnică.